# 인 (불교)
불교 용어인 인(因, 산스크리트어: hetu)은 다음을 뜻한다.
- 원인 또는 인연, 즉 모든 직접적 · 간접적 원인
  - 2인(二因) · 5인(五因) · 6인(六因) · 10인(十因) 등의 분류가 있다.
- 직접적 원인
- 유루 즉 번뇌
- 인(因)의 행상(行相): 유루 즉 번뇌가 괴로움의 직접적 원인이라고 관찰하는 수행

## 원인·인연
인(因, 산스크리트어: hetu, 영어: cause, reason)은 결과가 생겨나게 하는데 있어 거기에 참여하는 모든 직접적 · 간접적 원인을 뜻한다. 이 경우의 인(因)은 인연(因緣, 산스크리트어: hetu-pratyaya 또는 nidāna)과 동의어이다.
이 경우의 인(因)은 2인(二因) · 5인(五因) · 6인(六因) · 10인(十因)으로 분류된다.

### 2인
2인(二因)은 온갖 직접적 · 간접적 원인으로서의 인연을 크게 2가지로 구분한 것으로, 다음의 것들이 있다.
- 근인(近因) · 원인(遠因)
- 능생인(能生因) · 방편인(方便因)
- 생인(生因) · 요인(了因)
- 습인(習因) · 보인(報因): 동류인(同類因) · 이류인(異類因)이라고도 한다.
- 인인(引因) · 생인(生因):  견인인(牽引因) · 생기인(生起因)이라고도 한다.
- 정인(正因) · 요인(了因)
- 정인(正因) · 연인(緣因)
- 통인(通因) · 별인(別因)

### 5인
5인(五因)으로는 다음의 것들이 있다.
- 생인(生因) · 의인(依因) · 입인(立因) · 지인(持因) · 양인(養因)의 5인:
부파불교와 대승불교의 교학에서 4대종이 소조색에 대해 가지는 원인[因]으로서의 5가지 측면을 말한다.
- 생인(生因) · 화합인(和合因) · 주인(住因) · 증장인(增長因) · 원인(遠因)의 5인:
대승불교 경전인 《북본열반경》 제21권에서 온갖 직접적 · 간접적 원인을 5가지로 나눈 것이다.

### 6인
6인(六因)으로는 다음의 것들이 있다.
- 능작인(能作因) · 구유인(俱有因) · 동류인(同類因) · 상응인(相應因) · 변행인(遍行因) · 이숙인(異熟因): 
부파불교의 설일체유부의 6인(六因) · 5과(五果) · 4연(四緣)의 인과설에서의 6인을 말한다. 6인은 모든 직접적 · 간접적 원인을 6가지로 구분한 것이다.
- 당유인(當有因) · 상속인(相續因) · 상인(相因) · 능작인(能作因) · 현료인(顯了因) · 관대인(觀待因): 
대승불교 경전인 《능가경》에서 유정이 무시이래(無始以來)로부터 계속 유지하고 있는 망상습인(妄想習因)을 6가지로 나눈 것이다.
- 언생인(言生因) · 지생인(智生因) · 의생인(義生因) · 지료인(智了因) · 언료인(言了因) · 의료인(義了因): 
불교 논리학인 인명(因明)의 종(宗) · 인(因) · 유(喩)의 3지작법(三支作法)에서 2번째의 인(因)을 6가지로 구분한 것이다. 이들은 크게 언생인 · 지생인 · 의생인의 생인(生因)과 지료인 · 언료인 · 의료인의 요인(了因)의 2가지 그룹 또는 종류로 나뉘며, 이 2가지 그룹 또는 종류를 2류(二類)라 한다.
- 10신(十信) · 10주(十住) · 10행(十行) · 10회향(十廻向) · 10지(十地) · 등각(等覺): 
대승불교의 수행론에서 보살의 수행계위를 10신(十信) · 10주(十住) · 10행(十行) · 10회향(十廻向) · 10지(十地) · 등각(等覺) · 묘각(妙覺)의 7가지 계위로 나누고, 이 가운데 마지막의 묘각은 구경각(究竟覺) 즉 불과(佛果)로서의 완전한 깨달음이며, 나머지 6가지는 불과에 이르는 수행으로서의 원인[因]이므로 이들 6가지를 통칭하여 6인이라 한다.

### 10인
10인(十因)으로는 다음의 것들이 있다.
- 수설인(隨說因) · 관대인(觀待因) · 견인인(牽引因) · 생기인(生起因) · 섭수인(攝受因) · 인발인 · 정이인(定異因) · 동사인(同事因) · 상위인(相違因) · 불상위인(不相違因): 
대승불교의 유식유가행파의 인과설에서, 모든 직접적 · 간접적 원인에 대한 분류 가운데 하나인 4연(四緣)을 더 세분하여 10가지로 구분한 것이다.
- 신(信) · 계(戒) · 근선우(近善友) · 적정(寂靜) · 정진(精進) · 정념구족(正念具足) · 유어(濡語) 또는 연어(軟語) · 호법(護法) · 보시(布施) · 정의(正意): 대승불교 경전인 《남본열반경》에서 열반을 증득하게 하는 10가지 원인으로 든 보살의 10가지 수행을 말한다. 열반10인(涅槃十因)이라고도 한다.